# Ferreira (Familienname)
Ferreira ist ein portugiesischer Familienname.

## Namensträger

### A
- Abel Ferreira (Komponist) (1915–1980), brasilianischer Komponist, Klarinettist und Saxophonist
- Abel Ferreira (Fußballspieler) (* 1978), portugiesischer Fußballspieler und -trainer
- Adelaide Ferreira (* 1959), portugiesische Sängerin und Schauspielerin
- Adhemar Ferreira da Silva (1927–2001), brasilianischer Leichtathlet, siehe Adhemar da Silva
- Adriel Tadeu Ferreira da Silva (* 1997), brasilianischer Fußballspieler
- Aírton Ferreira da Silva (1934–2012), brasilianischer Fußballspieler
- Alex Ferreira (* 1994), US-amerikanischer Freestyle-Skier
- Aline da Silva Ferreira (* 1986), brasilianische Ringerin
- Alison Wágner Lira Ferreira (* 1983), brasilianischer Fußballspieler
- Almir Marques Ferreira (1911–1984), brasilianischer Geistlicher, Bischof von Uberlândia
- Amber Ferreira (* 1982), US-amerikanische Triathletin
- Américo Ferreira, brasilianischer Gewichtheber
- Ana Ferreira (* 1975), portugiesische Badmintonspielerin
- Anacleto Bento Ferreira, osttimoresischer Politiker
- Anderson Ferreira da Silva (* 1995), brasilianischer Fußballspieler, siehe Pará (Fußballspieler, 1995)
- André Ferreira (Volleyballspieler) (André Felipe Falbo Ferreira; Pampa; 1964–2024), brasilianischer Volleyballspieler
- André Ferreira (Tennisspieler) (* 1979/1980), portugiesischer Tennisspieler
- André Luiz Ferreira (* 1959), brasilianischer Fußballspieler
- Ângela Ferreira (* 1958), portugiesisch-südafrikanische Künstlerin
- Anne Ferreira (* 1961), französische Politikerin
- Antónia Ferreira (Ferreirinha; 1811–1896), portugiesische Portweinunternehmerin
- António Ferreira (1528–1569), portugiesischer Dichter und Dramatiker
- António Ferreira (Missionar) (1671–1743), portugiesischer Missionar
- António Ferreira (Regisseur) (* 1970), portugiesischer Regisseur
- Antônio Ferreira de Macedo (1902–1989), brasilianischer Ordensgeistlicher, römisch-katholischer Koadjutorerzbischof von Aparecida
- António Juliasse Ferreira Sandramo (* 1968), mosambikanischer Geistlicher, Bischof von Pemba
- Antônio Ferreira Viçoso (1787–1875), portugiesischer Ordensgeistlicher, Bischof von Mariana in Brasilien
- Antônio Luiz Catelan Ferreira (* 1970), brasilianischer römisch-katholischer Geistlicher, Weihbischof in Rio de Janeiro
- Antônio Dias Ferreira (* 1960), brasilianischer Sprinter und Hürdenläufer
- António Mega Ferreira (1949–2022), portugiesischer Schriftsteller, Jurist, Kommunikationswissenschaftler, Journalist und Kulturfunktionär
- António Verdial de Silva Ferreira (* 1968), osttimoresischer Politiker
- Ari da Silva Ferreira (* 1985), brasilianischer Fußballspieler, siehe Ari (Fußballspieler)
- Athos Damasceno Ferreira (1902–1975), brasilianischer Historiker, Autor und Journalist
- Augusto César Alves Ferreira da Silva (* 1932), portugiesischer Ordensgeistlicher, Bischof von Portalegre-Castelo Branco
- Aurélio Buarque de Holanda Ferreira (1910–1989), brasilianischer Romanist und Lexikograf

### B
- Barbie Ferreira (* 1996), US-amerikanische Schauspielerin und Model
- Beatriz Ferreira (* 1992), brasilianische Boxerin

### C
- Carlos Ferreira (Segler) (* 1931), portugiesischer Segler
- Carlos Ferreira (Musiker), uruguayischer Musiker
- Carlos Ferreira (Leichtathlet) (Carlos Amaral Ferreira), portugiesischer Leichtathlet
- Carlos Ferreira (Fußballspieler, 1971) (Carlos Alberto Martins Ferreira; * 1971), portugiesischer Fußballspieler
- Carlos Ferreira (Fußballspieler, 1980) (João Carlos Ferreira Capela; * 1980), luxemburgischer Fußballspieler
- Carlos Ferreira (Fußballspieler, 1983) (Carlos Ferreira Doria; * 1983), portugiesischer Fußballspieler
- Carlos Ferreira (Fußballspieler, 1998) (Carlos Sebastián Ferreira Vidal; * 1998), paraguayischer Fußballspieler
- Carlos Ferreira de la Torre (1914–1990), spanischer Bildhauer
- Carlos Vaz Ferreira (1872–1958), uruguayischer Philosoph und Hochschullehrer
- Carlos Alberto Ferreira Braga (Braguinha, João de Barro; 1907–2006), brasilianischer Liedermacher und Sänger
- Carlos Eduardo Ferreira de Souza (* 1996), brasilianischer Fußballspieler, siehe Carlos Eduardo (Fußballspieler, 1996)
- Célio Ferreira dos Santos (* 1987), brasilianisch-osttimoresischer Fußballspieler
- Cipriano Esteves Ferreira, osttimoresischer Politiker
- Ciro Henrique Alves Ferreira e Silva (* 1989), brasilianischer Fußballspieler
- Cisco Ferreira alias The Advent (* 1970), portugiesischer Musiker und DJ
- Claudia Ferreira (* 1998), portugiesische Speerwerferin
- Conceição Ferreira (* 1962), portugiesische Langstreckenläuferin
- Cristian Ferreira (* 1999), argentinischer Fußballspieler
- Cristina Alves Oliveira Ferreira (* 1982), brasilianische Volleyballspielerin
- Cristóvão Ferreira, portugiesischer Missionar

### D
- David Ferreira (* 1979), kolumbianischer Fußballspieler
- David Mourão-Ferreira (1927–1996), portugiesischer Schriftsteller
- Dianne Ferreira-James (* 1970), guyanische Fußballschiedsrichterin
- Diego Ferreira (* 1985), uruguayischer Fußballspieler
- Diogo Ferreira (Fußballspieler) (* 1989), australischer Fußballspieler
- Diogo Ferreira (Leichtathlet) (* 1990), portugiesischer Stabhochspringer
- Diogo Ferreira (Handballspieler) (* 2001), portugiesischer Handball- und Beachhandballspieler
- Domingo Ferreira (* 1940), uruguayischer Grafikdesigner
- Douglas Ferreira (* 1986), brasilianischer Fußballspieler
- Douglas Starnley Ferreira (* 1993), brasilianischer Fußballspieler
- Duarte Ferreira (* 1992), angolanischer Automobilrennfahrer

### E
- Eduardo Ferreira dos Santos (* 1995), brasilianischer Fußballspieler, siehe Eduardo Mancha
- Elias dos Santos Ferreira (* 1963), osttimoresischer Beamter
- Ellis Ferreira (* 1970), südafrikanischer Tennisspieler
- Elisa Ferreira (* 1955), portugiesische Politikerin
- Elizário Ferreira (* 1973), osttimoresischer Politiker
- Emerson Ferreira da Rosa (* 1976), brasilianischer Fußballspieler, siehe Emerson (Fußballspieler, 1976)
- Emilio Ferreira (* 1991), uruguayischer Fußballspieler
- Eva Ferreira García (* 1963), spanische Mathematikerin und Hochschullehrerin

### F
- Fatima Ferreira (Fátima Ferreira-Briza; * 1959), österreichische Allergologin
- Felipe Ferreira (* 1988), brasilianischer Fußballspieler
- Fermín Ferreira y Artigas (1831–1872), uruguayischer Politiker und Schriftsteller
- Fernanda Ferreira (* 1980), brasilianische Volleyballspielerin
- Fernando Ferreira (Radsportler) (* 1952), portugiesischer Radrennfahrer
- Fernando Ferreira (Bocciaspieler) (* 1971), portugiesischer Bocciaspieler
- Fernando Ferreira (Fußballspieler) (* 1986), portugiesischer Fußballspieler
- Fernando Ferreira (Leichtathlet) (* 1994), brasilianischer Hochspringer
- Filipe Ferreira (* 1990), portugiesischer Fußballspieler
- Fionn Ferreira (* 2001/02), irischer Erfinder
- Florentino Mateus Soares Ferreira, osttimoresischer Geologe und Beamter
- Francisco H. G. Ferreira, leitender Berater in der Entwicklungsforschungsgruppe der Weltbank
- Frederico Ferreira Silva (* 1995), portugiesischer Tennisspieler
- Francisco Ferreira (Offizier), portugiesischer Kolonialoffizier, siehe Rebellionen in Portugiesisch-Timor (1860–1912) #Die Revolte der Moradores
- Francisco Ferreira (Fußballspieler, 1919) (Xico; 1919–1986), portugiesischer Fußballspieler
- Francisco Ferreira (Gewichtheber), kubanischer Gewichtheber
- Francisco Ferreira (Fußballspieler, 1970) (* 1970), paraguayischer Fußballspieler
- Francisco Ferreira Arreola (1911–1977), mexikanischer Geistlicher,  Bischof von Texcoco
- Francisco Edimilson Neves Ferreira (* 1969), brasilianischer Geistlicher, Bischof von Tianguá
- Francisco Joaquim Ferreira do Amaral (1843–1923), portugiesischer Militär und Politiker
- Francisco Reis Ferreira (* 1997), portugiesischer Fußballspieler, siehe Ferro (Fußballspieler)

### G
- Gabriel Vasconcelos Ferreira (* 1992), brasilianischer Fußballtorhüter
- Geraldo Ferreira Reis (1911–1995), brasilianischer Geistlicher, römisch-katholischer Bischof von Leopoldina
- Germán Ferreira (1991–2022), uruguayischer Fußballspieler
- Givanilton Martins Ferreira (* 1991), brasilianischer Fußballspieler
- Guto Ferreira (* 1965), brasilianischer Fußballtrainer

### H
- Herlison Caion de Sousa Ferreira (* 1990), brasilianischer Fußballspieler

### I
- Isabel Ferreira (Schriftstellerin) (* 1958), angolanische Rechtsanwältin und Schriftstellerin
- Isabel da Costa Ferreira (1974–2023), osttimoresische Juristin und Politikerin
- Isabella Ferreira (* 1995), US-amerikanische Schauspielerin
- Italo Ferreira (* 1994), brasilianischer Surfer
- Ivo Ferreira (* 1975), portugiesischer Filmregisseur, Schauspieler und Filmproduzent

### J
- Jack Ferreira (* 1944), US-amerikanischer Eishockeyfunktionär
- Januário Torgal Mendes Ferreira (* 1938), portugiesischer Priester, Militärbischof von Portugal
- Jaqueline Maria Duarte Pires Ferreira Rodrigues Pires (* 1968) ist eine kap-verdische Diplomatin
- Jeferson de Sousa Ferreira (* 1995), brasilianischer Fußballspieler
- Jeorá Matos Ferreira (* 1964), brasilianischer Fußballspieler
- Jeová Elias Ferreira (* 1961), brasilianischer Geistlicher und römisch-katholischer Bischof von Goiás
- Jéssica de Lima Gonçalves Lopes Ferreira (* 1981), brasilianische Fußballspielerin
- Jesualdo Ferreira (* 1946), portugiesischer Fußballtrainer
- Jesús Reyes Ferreira (1880–1977), mexikanischer Maler
- Jesús Ferreira (* 2000), kolumbianischer Fußballspieler
- João Ferreira (Schiedsrichter) (* 1967), portugiesischer Fußballschiedsrichter
- João Ferreira (Politiker) (* 1978), portugiesischer Politiker
- João Ferreira (Radsportler), portugiesischer Radsportler
- João Ferreira (Leichtathlet) (* 1986), portugiesischer Leichtathlet
- João Ferreira (Karambolagespieler) (* 1994), portugiesischer Karambolagespieler
- João Ferreira (Fußballspieler) (* 2001), portugiesischer Fußballspieler
- João Ferreira de Almeida (1628–1691), portugiesischer Missionar und Übersetzer
- João Ferreira Bigode (1922–2003), brasilianischer Fußballspieler, siehe Bigode
- João Antônio Ferreira Filho (1937–1996), brasilianischer Journalist und Schriftsteller
- João de Barros Ferreira da Fonseca (1899–1968), portugiesischer Diplomat
- João Luiz Ferreira da Silva (* 1981), brasilianischer Fußballspieler
- João de Oliveira Matos Ferreira (1879–1962), portugiesischer Geistlicher, Weihbischof von Guardia
- Joaquim Ferreira (Leichtathlet) (Joaquim da Silva Ferreira; * 1937), portugiesischer Hindernisläufer
- Joaquim Ferreira (Rugbyspieler) (Joaquim Vaz Ferreira; * 1973), portugiesischer Rugby-Union-Spieler
- Joaquim Ferreira (Kampfsportler) (Mamute; * 1981), brasilianischer Mixed-Martial-Arts-Lämpfer
- Joaquim Ferreira do Amaral (* 1945), portugiesischer Ingenieur und Politiker
- Joaquim Ferreira Chaves (1852–1937), brasilianischer Richter und Politiker
- Joaquim Ferreira Lopes (* 1949), portugiesischer Geistlicher, Bischof von Viana
- Joaquim Ferreira de Melo (1873–1940), brasilianischer Geistlicher, Bischof von Pelotas
- John-Kacey Ferreira-Sala (* 2009), amerikanisch-samoanischer Fußballspieler
- Jonatan Ferreira Reis (* 1989), brasilianischer Fußballspieler
- Jorge Ferreira Chaves (1920–1981), portugiesischer Architekt
- Jorge Ferreira da Costa Ortiga (* 1944), portugiesischer Geistlicher, Erzbischof von Braga, siehe Jorge Ortiga
- Jorge Ferreira da Silva (* 1967), brasilianischer Fußballspieler und -trainer, siehe Palhinha (Fußballspieler, 1967)
- Jorge Ferreira de Vasconcellos (um 1515–1585), portugiesischer Dramatiker
- Jorge Manuel Ferreira Rodrigues (* 1982), portugiesischer Fußballspieler
- Jorge Viterbo Ferreira (* 1994), portugiesischer Schachspieler
- José Ferreira (Fechter) (José Pinto Ferreira ; * 1923), portugiesischer Fechter
- José Ferreira (Radsportler) (José Ferreira de Amorin; * 1934), venezolanischer Radsportler
- José Antonio Da Conceição Ferreira (* 1970), venezolanischer Geistlicher, Bischof von Puerto Cabello
- José Carlos Ferreira (Politiker), portugiesischer Manager und Politiker
- José Carlos Ferreira Filho (* 1983), brasilianischer Fußballspieler, siehe Zé Carlos (Fußballspieler, 1983)
- José Carlos Ferreira Júnior (* 1995), brasilianischer Fußballspieler, siehe Juninho (Fußballspieler, 1995)
- José Dias Ferreira (1837–1909), portugiesischer Rechtswissenschaftler und Politiker
- José Gomes Ferreira (1900–1985), portugiesischer Schriftsteller und Dichter
- José Leandro Ferreira (* 1959), brasilianischer Fußballspieler
- José Lafayette Ferreira Álvares (1903–1997), brasilianischer Geistlicher, Bischof von Bragança Paulista
- José Luiz Ferreira Salles (* 1957), brasilianischer Ordensgeistlicher, Bischof von Pesqueira
- José Maria Ferreira de Castro (1898–1974), portugiesischer Schriftsteller
- José Virgílio Rodrigues Ferreira, osttimoresischer Politiker

### K
- Képler Laveran Lima Ferreira (* 1983), portugiesischer Fußballspieler, siehe Pepe (Fußballspieler, 1983)

### L
- Laudo Ferreira Jr., brasilianischer Comiczeichner
- Leonardo Ferreira da Silva (* 1980), brasilianischer Fußballspieler
- Louis Ferreira (* 1967), kanadischer Schauspieler
- Luis Emilio de Souza Ferreira Huby (1908–2008), peruanischer Fußballspieler
- Luís Gonzaga Ferreira da Silva (1923–2013), portugiesischer Geistlicher, Bischof von Lichinga
- Luiz Carlos Ferreira (* 1958), brasilianischer Fußballspieler

### M
- Manina Ferreira-Erlenbach (1965–2019), deutsche Journalistin und Fernsehmoderatorin
- Manoel Ferreira dos Santos Júnior (* 1967), brasilianischer Ordensgeistlicher, Bischof von Registro
- Manuel Ferreira (Fußballspieler) (1905–1983), argentinischer Fußballspieler
- Manuel Ferreira (Schriftsteller) (1917–1992), portugiesischer Schriftsteller
- Manuel Ferreira de Almeida, portugiesischer Kolonialgouverneur
- Manuel Ferreira Sosa (1889–1964), paraguayischer Geschäftsmann und Sportfunktionär
- Manuel de Abreu Ferreira de Carvalho (1893–1968), portugiesischer Offizier und Kolonialgouverneur
- Manuel Medeiros Ferreira (1950–2014), portugiesischer Musiker und Komponist
- Manuela Ferreira Leite (* 1940), portugiesische Wirtschaftswissenschaftlerin und Politikerin
- Marcelo Ferreira (* 1965), brasilianischer Segler
- Marcelo Oliveira Ferreira (* 1987), brasilianischer Fußballspieler
- Marco Antônio de Almeida Ferreira (* 1965), brasilianischer Fußballspieler
- Marcony Vinícius Ferreira (* 1964), brasilianischer Geistlicher, Militärerzbischof
- Maria de Jesus dos Reis Ferreira, angolanische Diplomatin
- Mariano Ferreira Filho (* 1986), brasilianischer Fußballspieler, siehe Mariano (Fußballspieler, 1986)
- Mário Ferreira (* 1945), osttimoresischer Politiker
- Mathias Boleto Ferreira de Mira (1875–1953), portugiesischer Biochemiker und Biophysiker
- Matías Ferreira (* 1994), uruguayischer Fußballspieler
- Michael Ferreira (* 1938), indischer Billardspieler
- Miguel Espinha Ferreira (* 1993), portugiesischer Handballspieler

### N
- Nelson Ferreira (Fußballspieler) (* 1982), portugiesischer Fußballspieler
- Nelson Ferreira (Tontechniker), Tontechniker
- Nelson Francelino Ferreira (* 1965), brasilianischer Geistlicher, Bischof von Valença
- Nélson Carlos Ferreira (* 1973), brasilianischer Weitspringer
- Nilton Ferreira Júnior (Nilton; * 1987), brasilianischer Fußballspieler
- Nivaldo Rodrigues Ferreira (* 1988), brasilianischer Fußballspieler
- Nivaldo dos Santos Ferreira (* 1967), brasilianischer römisch-katholischer Geistlicher, Weihbischof in Belo Horizonte

### O
- Odette Ferreira (1925–2018), portugiesische Mikrobiologin und Hochschullehrerin
- Otacílio Ferreira de Lacerda (* 1960), brasilianischer Geistlicher, Bischof von Guanhães

### P
- Paulo Ferreira (Radsportler),  (* 1962), portugiesischer Radrennfahrer
- Paulo Ferreira (Fußballspieler), (* 1979), portugiesischer Fußballspieler
- Paulo Ferreira (Dartspieler), (* 1972), portugiesischer Dartspieler
- Pedro Ivo Ferreira (* ≈1990), brasilianischer Jazz- und Improvisationsmusiker

### R
- Rafael Ferreira Francisco (* 1986), brasilianischer Fußballspieler, siehe Toró (Fußballspieler)
- Raúl Hestnes Ferreira (1931–2018), portugiesischer Architekt
- Raúl Vaz-Ferreira (1918–2006), uruguayischer Zoologe und Hochschullehrer
- Ravanelli Ferreira dos Santos (* 1997), brasilianischer Fußballspieler
- Reginaldo Ferreira da Silva (* 1983), brasilianischer Fußballspieler
- Renyldo Ferreira (1923–2023), brasilianischer Reiter
- Ricardo Ferreira (* 1992), portugiesischer Fußballspieler
- Ricardo Ferreira (Radsportler) (* 1992), portugiesischer  Radsportler
- Ricardo Manuel Ferreira Sousa (Cadú; * 1981), portugiesischer Fußballspieler
- Rogério Ferreira (* 1973), brasilianischer Beachvolleyballspieler
- Rogério Moraes Ferreira (* 1994), brasilianischer Handballspieler
- Rui Ferreira (Fußballspieler) (* 1973), portugiesischer Fußballspieler und -trainer
- Rui Ferreira (Pokerspieler) (* 1992), portugiesischer Pokerspieler
- Ryan Ferreira, US-amerikanischer Jazz- und Fusionmusiker

### S
- Sandro José Ferreira da Silva (* 1986), brasilianischer Fußballspieler
- Santos Ferreira (* 1889), uruguayischer Fechter
- Savio Antonio Ferreira Vaz (* 1966), indischer Theologe
- Sebastián Ferreira (* 1998), paraguayischer Fußballspieler
- Sérgio Eduardo Ferreira da Cunha (* 1972), brasilianischer Fußballspieler, siehe Serginho (Fußballspieler, 1972)
- Sérgio Henrique Ferreira (1934–2016), brasilianischer Pharmakologe
- Sílvio Manuel Azevedo Ferreira Sá Pereira (* 1987), portugiesischer Fußballspieler, siehe Sílvio
- Sky Ferreira (* 1992), US-amerikanische Sängerin

### T
- Tauã Ferreira dos Santos (* 1994), brasilianischer Fußballspieler
- Thiago Ferreira dos Santos (* 1987), brasilianischer Fußballspieler
- Tiago Ferreira (Fußballspieler, 1975) (Tiago Alexandre Baptista Ferreira; * 1975), portugiesischer Fußballspieler
- Tiago Ferreira (Radsportler) (Tiago Jorge de Oliveira Ferreira; * 1988), portugiesischer Mountainbiker
- Tiago Ferreira (Fußballspieler, 1993) (Tiago Emanuel Canelas Almeida Ferreira; * 1993), portugiesischer Fußballspieler
- Tito Livio Ferreira (1894–1988), brasilianischer Journalist, Schriftsteller und Historiker
- Tomé Ferreira da Silva (* 1961), brasilianischer Geistlicher, Bischof von São José do Rio Preto

### V
- Valdemir Ferreira dos Santos (* 1960), brasilianischer Geistlicher, Bischof von Penedo
- Vergílio Ferreira (1916–1996), portugiesischer Schriftsteller
- Vicente de Paula Ferreira (* 1970), brasilianischer Geistlicher, Bischof von Livramento de Nossa Senhora
- Vicente Ferreira da Silva (1916–1963), brasilianischer Philosoph und Autor
- Vicento Ferreira de Carvalho, portugiesischer Kolonialverwalter, Gouverneur von Timor und Solor
- Victor Ramos Ferreira (* 1989), brasilianischer Fußballspieler
- Virgulino Ferreira da Silva (1898–1938), brasilianischer Räuber
- Vítor Ferreira (Tennisspieler), portugiesischer Tennisspieler
- Vítor Machado Ferreira (* 2000), portugiesischer Fußballspieler, siehe Vitinha (Fußballspieler, Februar 2000)

### W
- Wagner Ferreira dos Santos (* 1985), brasilianischer Fußballspieler
- Walter Ferreira (1951–2016), uruguayischer Kinesiologe
- Wayne Ferreira (* 1971), südafrikanischer Tennisspieler
- William Ferreira (* 1983), uruguayischer Fußballspieler
- Wilson Ferreira Adulnate (1918–1988), uruguayischer Politiker

### Y
- Yannick Ferreira-Carrasco (* 1993), belgisch-spanischer Fußballspieler, siehe Yannick Carrasco

### Z
- Zacarías Ferreira (* 1968), dominikanischer Bachatasänger und -komponist